# Atentado terrorista de Kulikoró
El atentado terrorista de Kulikoró fue un ataque yihadista contra el centro de adiestramiento de Kulikoró, en Malí, el 24 de febrero de 2019. El ataque fue repelido por militares españoles, que se encontraban en ese momento en Malí como parte de la Misión de Entrenamiento de la Unión Europea en Malí.
El atentado representó un salto cualitativo en el planeamiento, preparación y coordinación de atentados yihadistas en el Sahel. Ocurrió tres días después de que el Gobierno francés anunciara que Djamel Okacha, «líder del emirato de Tombuctú», fuera neutralizado por fuerzas de la operación antiterrorista francesa Barkhane. Además coincidió con una visita a Malí del primer ministro francés, Édouard Philippe, al frente de una delegación.

## Antecedentes
Desde 2013 la Unión Europea mantiene una misión de entrenamiento militar en Mali para ayudar a las Fuerzas Armadas de Malí a restaurar su capacidad militar, mejorando su capacidad operativa bajo el control de las autoridades civiles de Malí, con el fin de permitirles llevar a cabo operaciones militares destinadas a restaurar la integridad territorial de Malí y reducir la amenaza planteada por grupos terroristas, y para proporcionar asistencia militar a la Fuerza Conjunta G5 Sahel, así como a las fuerzas armadas nacionales en los países que forman parte del G5 Sahel. EUTM Mali no participa en operaciones de combate.
La misión en 2020 de EUTM Mali está compuesta por casi 600 soldados. Los países miembros de la UE que contribuyen a EUTM Mali son principalmente Francia, Alemania, España y Bélgica, aunque contribuyen con topas otros países: Austria, Bulgaria, Estonia, Eslovenia, Finlandia, Grecia, Hungría, Irlanda, Italia, Letonia, Lituania, Luxemburgo, Portugal, República Checa, Rumania, Reino Unido, Suecia y Países Bajos.
El cuartel general principal y el comandante de la misión se encuentran en la capital, Bamako. Desde 2013 el cuartel general avanzado está en Kulikoró, a unos 60 km al norte de Bamako, donde también se encuentran el campamento de instrucción y la unidad de protección. El 31 de enero de 2018 España asumió el mando de la operación EUTM Malí a cargo del general de brigada Enrique Millán Martínez. En el momento del atentado, unos 300 soldados españoles se encontraban en Malí, casi 250 solo en Kulikoró.

## Atentado
Horas antes, los terroristas se saltaron un control de la gendarmería maliense en Mafèya (carretera RN27) a la salida de Banamba, a 80 kilómetros al norte de Kuikoró.
El atentado comenzó hacia las 03:00 horas del domingo 24 de febrero de 2019 y duró aproximadamente una hora. Los terroristas, que por lo menos eran 10, se acercaron al Centro de Adiestramiento en dos furgonetas pickup y varias motos. Seis ocupantes de una de las furgonetas se bajaron cerca de una puerta secundaria y comenzaron a disparar. Las puertas secundarias habían sido clausuradas en septiembre de 2018 por motivos de seguridad y los yihadistas no pudieron emplearlas para acceder al complejo.
Posteriormente se dirigieron a la puerta principal, donde se encontraban de guardia cuatro soldados españoles de la Brigada Galicia VII y otros malienses. Tras ser avisados desde la puerta secundaria de que los vehículos se dirigían hacia la puerta principal, los dos soldados españoles indicaron a los malienses que se retiraran. Los disparos de los guardias abatieron al conductor e impidieron que los yihadistas del primer vehículo detonaran sus explosivos. Los terroristas del primer vehículo pretendían detonar sus explosivos, destruir la puerta y abrir el acceso al segundo vehículo. Este primer vehículo inutilizado impidió al segundo acercarse a la puerta. Los ocupantes del segundo vehículo tuvieron que explosionar los 500 kg de TNT que portaban alejados de la puerta, por lo que solamente se produjeron daños materiales.
Otros yihadistas se dirigieron en motos a la puerta trasera e intercambiaron disparos con las tropas hasta pasadas las cuatro de la mañana.

## Consecuencias
Entre las tropas del Centro de Entrenamiento no hubo más que tres heridos leves malienses. Fuera del complejo se encontraron los cadáveres de dos terroristas, Zubair al-Ansari y Okasha al-Ansari, y una tercera persona desconocida. El atentado fue reivindicado por el Grupo de Apoyo al Islam y los Musulmanes, una facción de Al Qaeda.
La carga explosiva de 500 kg de TNT del primer vehículo pudo ser desactivada con seguridad al día siguiente. Se produjeron algunos daños materiales en las instalaciones exteriores y la puerta principal fue cerrada durante un tiempo. Las instalaciones fueron reacondicionadas y reforzadas posteriormente.
La ministra de Defensa, Margarita Robles, felicitó poco después por videoconferencia a las tropas españolas en Malí por su trabajo. En septiembre de 2019 la ministra impuso la Cruz del Mérito Militar con distintivo rojo a los soldados Richard Ríos Dávalos y a Daniel Gómez Varela, que se encontraban en la puerta principal durante el atentado; la Cruz al Mérito Militar con distintivo azul al brigada Oscar Néstor Gutiérrez y al sargento primero Pedro Varela Martínez, encargados de desactivar los explosivos instalados por los terroristas y de asegurar la zona; y la Cruz al Mérito Militar con distintivo blanco al capitán David Matilla Fuentes y el sargento John Mauricio Patiño, que también intervinieron en la operación.
El atentado mostró la existencia de células terroristas durmientes entre la población urbana de Malí. La complejidad del ataque revela un posible asesoramiento externo, quizás de excombatientes de Siria o Irak. También indica la fuerza de los grupos terroristas que hasta ese momento no habían actuado a ese nivel tan al sur, ni con tanta libertad, a pesar de los reveses que han tenido estos grupos en el norte de Malí.